# Ed Regis
Ed Regis, Edward Regis (ur. 1944) – amerykański pisarz i popularyzator nauki. Specjalizuje się w książkach i artykułach na temat nauki, filozofii i inteligencji. Poruszał tematy takie jak nanotechnologia, transhumanizm i broń biologiczna. Publikował w czasopismach naukowych takich jak Scientific American, Harper’s Magazine, Wired, Discover, The New York Times, Journal of Philosophy, Ethics oraz American Philosophical Quarterly.

## Życiorys
Regis otrzymał stopień doktora (PhD) filozofii na New York University. Wraz z żoną mieszka w Camp David w stanie Maryland.

## Książki wydane po polsku
- Nanotechnologia. Narodziny nowej nauki, czyli świat cząsteczka po cząsteczce, przekład Mirosław Prywata, Prószyński i S-ka, 2001, ISBN 83-7255-027-1
- Kto odziedziczył gabinet Einsteina? Ekscentrycy i geniusze w Instytucie Studiów Zaawansowanych, przekład Piotr Amsterdamski, Prószyński i S-ka, 2001, ISBN 83-7180-844-5

## Książki w języku angielskim
- Gewirth's Ethical Rationalism: Critical Essays, with a Reply by Alan Gewirth (pod red. Eda Regisa), University of Chicago Press, 1984, ISBN 0-226-70691-5
- Extraterrestrials: Science and Alien Intelligence, Cambridge University Press, 1985, ISBN 978-0-521-26227-9
- Who Got Einstein's Office?: Eccentricity and Genius at the Institute for Advanced Study, Addison-Wesley, 1987, ISBN 0-201-12065-8
- Great Mambo Chicken And The Transhuman Condition: Science Slightly Over The Edge, Perseus Books, 1990, ISBN 0-201-56751-2 oraz Addison-Wesley, 1990, ISBN 0-201-09258-1
- Nano!: The True Story of Nanotechnology - the Astonishing New Science That Will Transform the World, Bantam, Londyn 1997, ISBN 978-0-553-50476-7
- Biology of Doom: America’s Secret Germ Warfare Project, Henry Holt & Co., 2000, ISBN 0-8050-5765-X
- The Info Mesa: Science, Business, and New Age Alchemy on the Santa Fe Plateau, W.W. Norton, Nowy Jork 2003, ISBN 0-393-02123-8
- What is Life? Investigating the Nature of Life in the Age of Synthetic Biology, Farrar, Straus and Giroux, 2008, ISBN 978-0-374-28851-8